# Eichenborn (Bad Pyrmont)
Eichenborn ist ein Ortsteil der Kurstadt Bad Pyrmont im niedersächsischen Landkreis Hameln-Pyrmont. 

## Geografie und Verkehrsanbindung
Der Ort liegt im östlichen Bereich des Stadtgebietes von Bad Pyrmont an der Kreisstraße K 41. Westlich verläuft die Landesstraße L 426, nordwestlich liegt der Flugplatz Bad Pyrmont.

## Geschichte

### Eingemeindungen
Am 1. Januar 1973 wurde die bis dahin selbständige Gemeinde Eichenborn eingegliedert.